# Гужельмин, Маурисио
Маури́сио Гужельми́н (порт. Mauricio Gugelmin; род. 20 апреля 1963 года, Жоинвили) — бразильский автогонщик, участник чемпионата мира по автогонкам в классе Формула-1 и гоночной серии CART.

## Биография

### Ранние годы
В 1980 году стал чемпионом Бразилии по картингу, на следующий год выиграл чемпионат Бразилии в Формуле-Фиат. В 1982 году стал чемпионом Великобритании в Формуле-Форд, через два года выиграл европейский чемпионат Формулы-Форд. В 1985 году одержал победу в чемпионате Великобритании по автогонкам Формулы-3, выиграв гонки в Зандворте и Сильверстоуне. В том же году выиграл Гран-при Макао. С 1986 по 1987 год соревновался в международном чемпионате Формулы-3000.

### Формула-1
В 1988 году дебютировал в чемпионате мира Формулы-1 в команде March. Начало сезона складывалось для него не слишком удачно: в шести гонках он пять раз сошёл из-за механических проблем. В Гран-при Великобритании Гужельмин стартовал 5-м и финишировал 4-м, набрав первые очки в карьере. Позже он финишировал 5-м в Венгрии. В Португалии Гужельмин повторил лучший результат в квалификации (5 место), но сошёл с дистанции из-за проблем с двигателем. Всего в 1988 году Маурисио Гужельмин набрал 5 очков и занял тринадцатое место по итогам сезона.
В 1989 году в первой же гонке сезона, Гран-при Бразилии, Гужельмин занял 3 место, но это так и осталось единственным результативным финишем Гужельмина в сезоне, несмотря на три 7-х места (в шаге от очковой зоны), и единственным его подиумом в Формуле-1. В 1989 году Гужельмин девять раз сошёл с дистанции из-за механических проблем. 

В 1990 году команда «Марч» была продана и изменила название на Leyton House. В этом сезоне Гужельмин четыре раза не прошёл квалификацию и завоевал лишь одно очко за шестое место в Бельгии. На следующий год, в сезоне 1991, он вообще ни разу не набрал очки.
В 1992 году Гужельмин перешёл в команду Jordan, но снова не набрал очков и после этого покинул Формулу-1.

### CART
В конце 1993 года Гужельмин провёл три гонки в чемпионате CART за команду «Дик Саймон Рэйсинг». Хотя результаты были невыразительными (два схода и финиш на тринадцатом месте за пределами зачётной зоны), в 1994 году Гужельмин занял место пилота в команде «Чип Гэнасси Рэйсинг», в то время бывшей одним из лидеров серии. В том сезоне он набрал 39 очков и занял 16 место по итогам чемпионата, после чего перешёл в команду «ПакВест», в которой выступал до конца своей карьеры в CART. Наибольшего успеха Гужельмин добился в 1997 году, когда ему удалось выиграть этап серии в Ванкувере и занять по итогам года четвёртое место в чемпионате.

## Результаты гонок в Формуле-1
| Легенда к таблице |                                                                    |
| --- | ------------------------------------------------------------------ |
| В таблице перечислены результаты всех Гран-при Формулы-1, в которых принимал участие гонщик. Строками таблицы являются сезоны, столбцами — этапы чемпионата мира. В каждой клетке указаны сокращённое название этапа и результат, дополнительно обозначенный цветом. Расшифровка обозначений и цветов представлена в нижеследующей таблице. |                                                                    |
| \| Пример \| Описание \| \| ------------ \| ------------------------------------------------------------------ \| \| 1 \| Победитель \| \| 2 \| Второе место \| \| 3 \| Третье место \| \| 5 \| Финишировал, заработав очки \| \| Сход \| Не финишировал, но при этом заработал очки \| \| 12 \| Финишировал, не получив очков \| \| НКЛ \| Финишировал, но не попал в финальную классификацию \| \| 15 \| Участвовал вне зачёта, либо по отдельной классификации \| \| 18 \| Не финишировал, но попал в финальную классификацию \| \| Сход \| Не финишировал \| \| НКВ \| Не прошёл квалификацию \| \| НПКВ \| Не прошёл предквалификацию \| \| ДСК \| Дисквалифицирован \| \| ИСК \| Исключён из протокола соревнований \| \| ТТ \| Заявлен для участия только в тренировках \| \| НС \| Участвовал в квалификации, но не стартовал в гонке \| \| Т \| Травмирован или болен \| \| ОТК \| Отказ от участия \| \| НТР \| Прибыл на соревнования, но на трассу не выезжал \| \| НПР \| Был заявлен в числе участников, но не прибыл к началу соревнований \| \| О \| Соревнования отменены \| \| \| Не участвовал \| \| Поул-позиция \| \| \| Быстрый круг \| \| |                                                                    |
| Пример | Описание                                                           |
| 1 | Победитель                                                         |
| 2 | Второе место                                                       |
| 3 | Третье место                                                       |
| 5 | Финишировал, заработав очки                                        |
| Сход | Не финишировал, но при этом заработал очки                         |
| 12 | Финишировал, не получив очков                                      |
| НКЛ | Финишировал, но не попал в финальную классификацию                 |
| 15 | Участвовал вне зачёта, либо по отдельной классификации             |
| 18 | Не финишировал, но попал в финальную классификацию                 |
| Сход | Не финишировал                                                     |
| НКВ | Не прошёл квалификацию                                             |
| НПКВ | Не прошёл предквалификацию                                         |
| ДСК | Дисквалифицирован                                                  |
| ИСК | Исключён из протокола соревнований                                 |
| ТТ | Заявлен для участия только в тренировках                           |
| НС | Участвовал в квалификации, но не стартовал в гонке                 |
| Т | Травмирован или болен                                              |
| ОТК | Отказ от участия                                                   |
| НТР | Прибыл на соревнования, но на трассу не выезжал                    |
| НПР | Был заявлен в числе участников, но не прибыл к началу соревнований |
| О | Соревнования отменены                                              |
| | Не участвовал                                                      |
| Поул-позиция |                                                                    |
| Быстрый круг |                                                                    |

| Сезон | Команда      | Шасси              | Двигатель           | Ш | 1        | 2        | 3        | 4        | 5        | 6        | 7        | 8        | 9        | 10       | 11       | 12       | 13       | 14       | 15       | 16       | Место | Очки |
| ----- | ------------ | ------------------ | ------------------- | - | -------- | -------- | -------- | -------- | -------- | -------- | -------- | -------- | -------- | -------- | -------- | -------- | -------- | -------- | -------- | -------- | ----- | ---- |
| 1988  | March        | March 881          | Judd CV 3,5 V8      | G | БРА Сход | САН 15   | МОН Сход | МЕК Сход | КАН Сход | ДЕТ Сход | ФРА 8    | ВЕЛ 4    | ГЕР 8    | ВЕН 5    | БЕЛ Сход | ИТА 8    | ПОР Сход | ИСП 7    | ЯПО 10   | АВС Сход | 13    | 5    |
| 1989  | March        | March 881          | Judd EV 3,5 V8      | G | БРА 3    | САН Сход |          |          |          |          |          |          |          |          |          |          |          |          |          |          | 16    | 4    |
| 1989  | March        | March CG891        | Judd EV 3,5 V8      | G |          |          | МОН Сход | МЕК НКВ  | США Сход | КАН Сход | ФРА НКЛ  | ВЕЛ Сход | ГЕР Сход | ВЕН Сход | БЕЛ 7    | ИТА Сход | ПОР 10   | ИСП Сход | ЯПО 7    | АВС 7    | 16    | 4    |
| 1990  | Leyton House | Leyton House CG901 | Judd EV 3,5 V8      | G | США 14   | БРА НКВ  | САН Сход | МОН НКВ  | КАН НКВ  | МЕК НКВ  | ФРА Сход | ВЕЛ      | ГЕР Сход | ВЕН 8    | БЕЛ 6    | ИТА Сход | ПОР 12   | ИСП 8    | ЯПО Сход | АВС Сход | 18    | 1    |
| 1991  | Leyton House | Leyton House CG911 | Ilmor 2175A 3,5 V10 | G | США Сход | БРА Сход | САН 12   | МОН Сход | КАН Сход | МЕК Сход | ФРА 7    | ВЕЛ Сход | ГЕР Сход | ВЕН 11   | БЕЛ Сход | ИТА 15   | ПОР 7    | ИСП 7    | ЯПО 8    | АВС 14   | -     | 0    |
| 1992  | Jordan       | Jordan 192         | Yamaha OX99 3,5 V12 | G | ЮАР 11   | МЕК Сход | БРА Сход | ИСП Сход | САН 7    | МОН Сход | КАН Сход | ФРА Сход | ВЕЛ Сход | ГЕР 15   | ВЕН 10   | БЕЛ 14   | ИТА Сход | ПОР Сход | ЯПО Сход | АВС Сход | -     | 0    |